# Antonio Stoppani

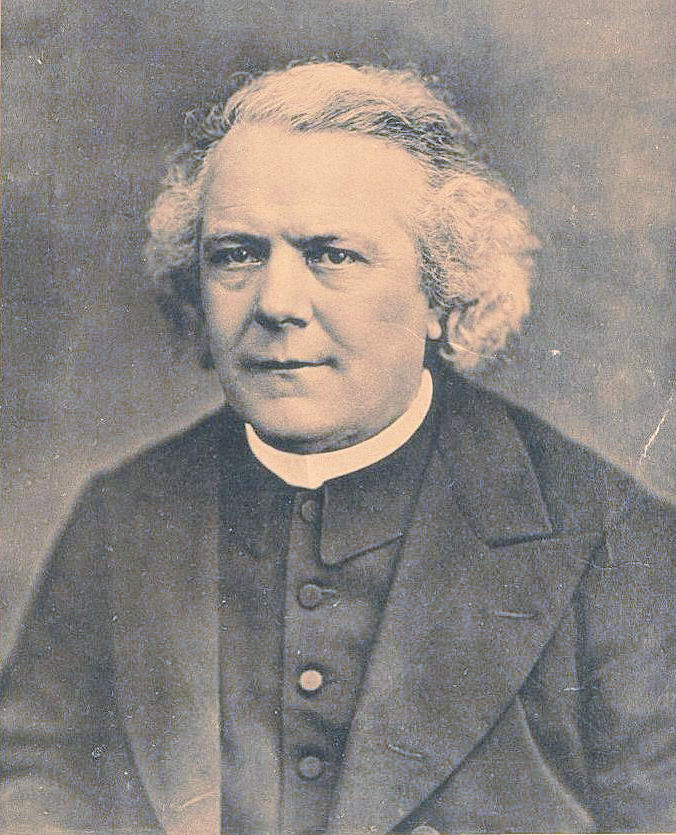
Antonio Stoppani

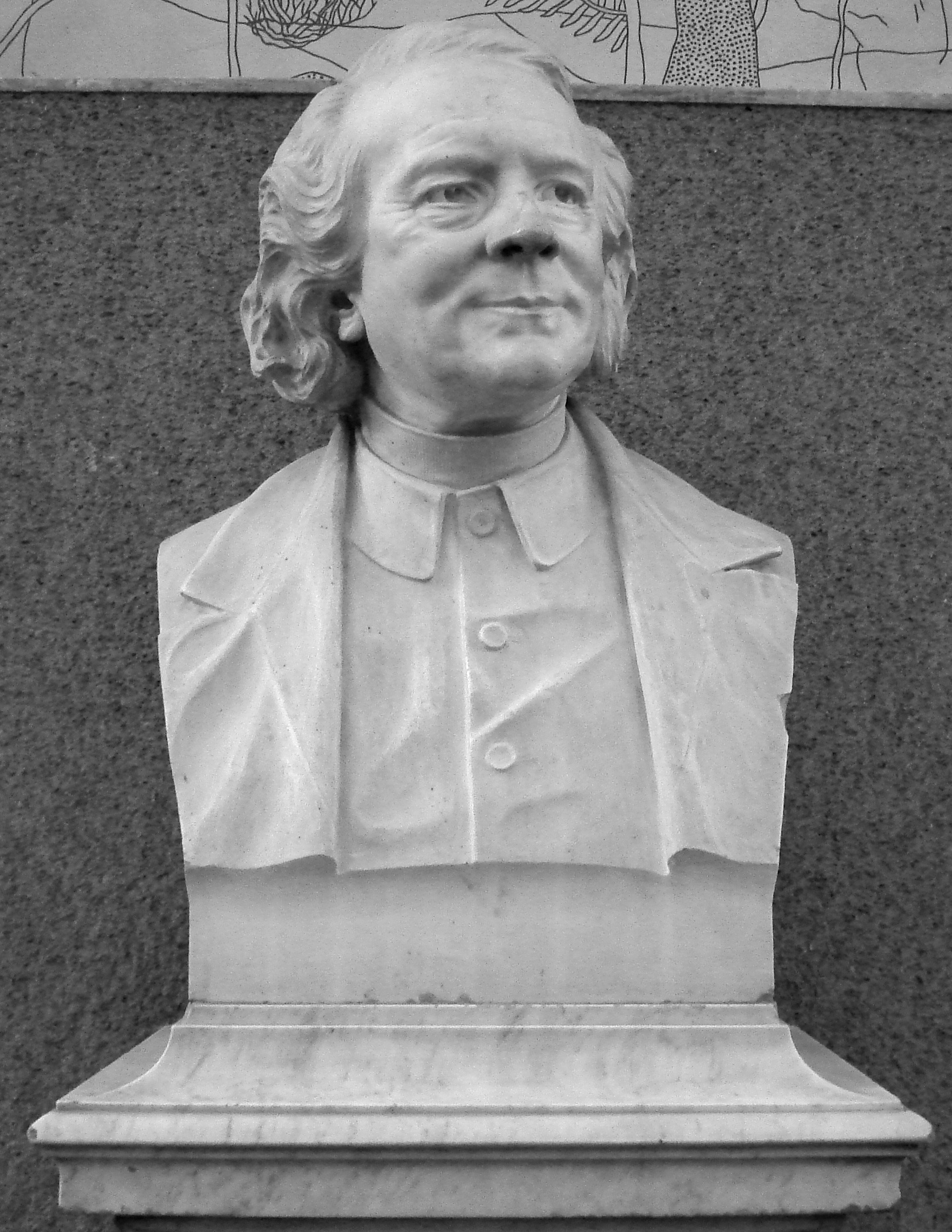
Büste im Museo Civico di Storia Naturale di Milano

Antonio Stoppani (* 24. August 1824 in Lecco; † 1. Januar 1891 in Mailand) war ein italienischer Geowissenschaftler und einer der Begründer der italienischen geologischen Forschung.

## Leben
Antonio Stoppani beteiligte sich in jungen Jahren im März 1848 am Fünf-Tage-Aufstand gegen die österreichische Besetzung Mailands. Im Juni 1848 wurde er zum Priester geweiht.
Ab 1861 lehrte er als Hochschullehrer an der Universität Pavia, ab 1862  am Polytechnikum Mailand als Professor.
Sein Forschungsschwerpunkt lag in der Geologie und Paläontologie der Lombardei und der Trias. Er betonte die strukturelle Einheit der Lombardischen und Schweizer Alpen. Mit Edouard Desor untersuchte er die lombardische Seenlandschaft. Dabei wurden prähistorische Siedlungen in Brianza und Isella del lago di Annone entdeckt. Seine systematischen Untersuchungen der Rätischen Alpen machten ihn auch international bekannt. Bereits 1873  benannte Antonio Stoppani das neue Zeitalter als „Anthropozoische Ära“ beziehungsweise „Anthropozoikum“, damit das Konzept des Anthropozäns als eines neuen, entscheidend von der Aktivität des Menschen geprägten Erdzeitalters vorwegnehmend.
Von 1878 bis 1883 lehrte er am Regio Istituto di Studî superiori in Florenz, um danach an das Mailänder Polytechnikum zurückzukehren, wo er zugleich die Leitung des Museo Civico di Storia Naturale di Milano als Nachfolger von Emilio Cornalia übernahm.
Ab 1856 gehörte er dem Istituto Lombardo Accademia di Scienze e Lettere und ab 1858 der k.k. Geologischen Reichsanstalt in Wien. Stoppani war Mitbegründer des Club Alpino Italiano und 1874 dessen Präsident. Ab 1875 war er Mitglied der Accademia dei Lincei in Rom, 1881 wurde er in die Florentiner Accademia della Crusca aufgenommen. 1883 wurde er Mitglied der Leopoldina.
Das von ihm verfasste Buch Il Bel Paese (Das schöne Land) von 1876 enthielt eine Reihe von Kurzgeschichten und Aufsätzen über die Geologie in Italien und das Entstehen und die Schönheit der italienischen Landschaft. Das Buch fand eine breite Leserschaft und gilt als wichtiges Werk, das die Geologie in Italien populär machte.
Er leitete 1863 für die Società Italiana di Scienze Naturali die ersten systematischen Ausgrabungen nach Fossilien am Monte San Giorgio.
Stoppani war ein Großonkel mütterlicherseits von Maria Montessori.

## Veröffentlichungen
- 1858–1881: Paleontologie Lombarde
- 1858–1860: Les petrifaction d’Esino
- 1860–1865: Géologie et paleontologie des conches a Avicula Contorta en Lombardie
- 1871–1873: Corso di geologia (3 Bände)
  - Volume I (Textarchiv – Internet Archive)
  - Volume II (Textarchiv – Internet Archive)
  - Volume III
- 1874: I primi anni di Alessandro Manzoni. Bernardoni, Milano
- 1876: Il Bel Paese. Conversazioni sulle bellezze naturali la geologia e la geografia fisica d’Italia. Agnelli, Milano
  - Neuausgabe 2011: British Library, Historical Print Editions, ISBN 1-241-34725-5.
- 1881: L’Era Neozoica